# Лейхтенбергія
Лейхтенбергія (Leuchtenbergia Hook. 1848) — монотипний рід сукулентних рослин з родини кактусових. Містить єдиний вид Leuchtenbergia principis Hook. 1848 (укр. Лейхтенбергія князівська).

## Історія

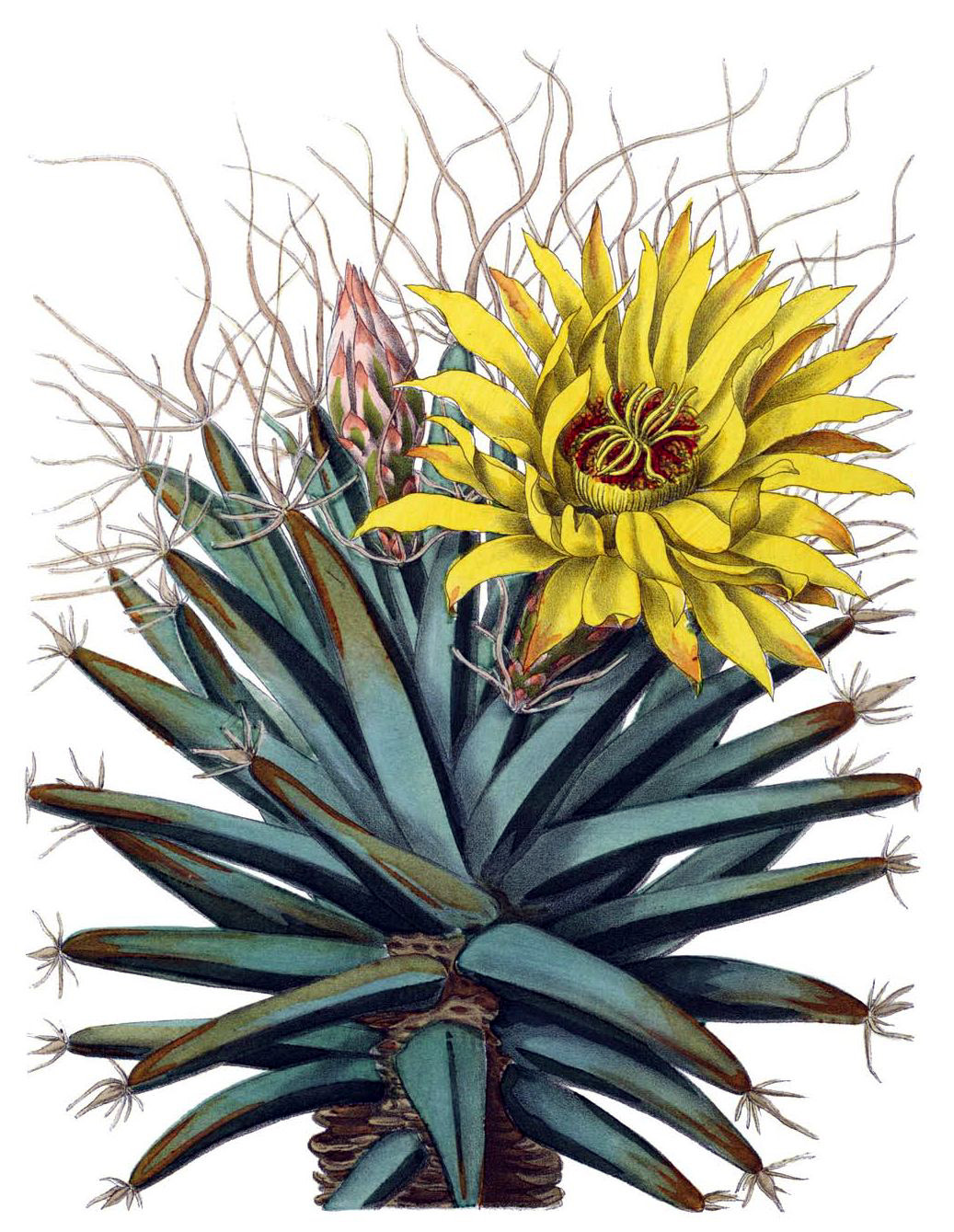
Ілюстрація Leuchtenbergia principis у виданні 1904 року К. Шумана, М. Гюрке і Ф. Фаупеля «Blühende Kakteen» («Квітучі кактуси»)

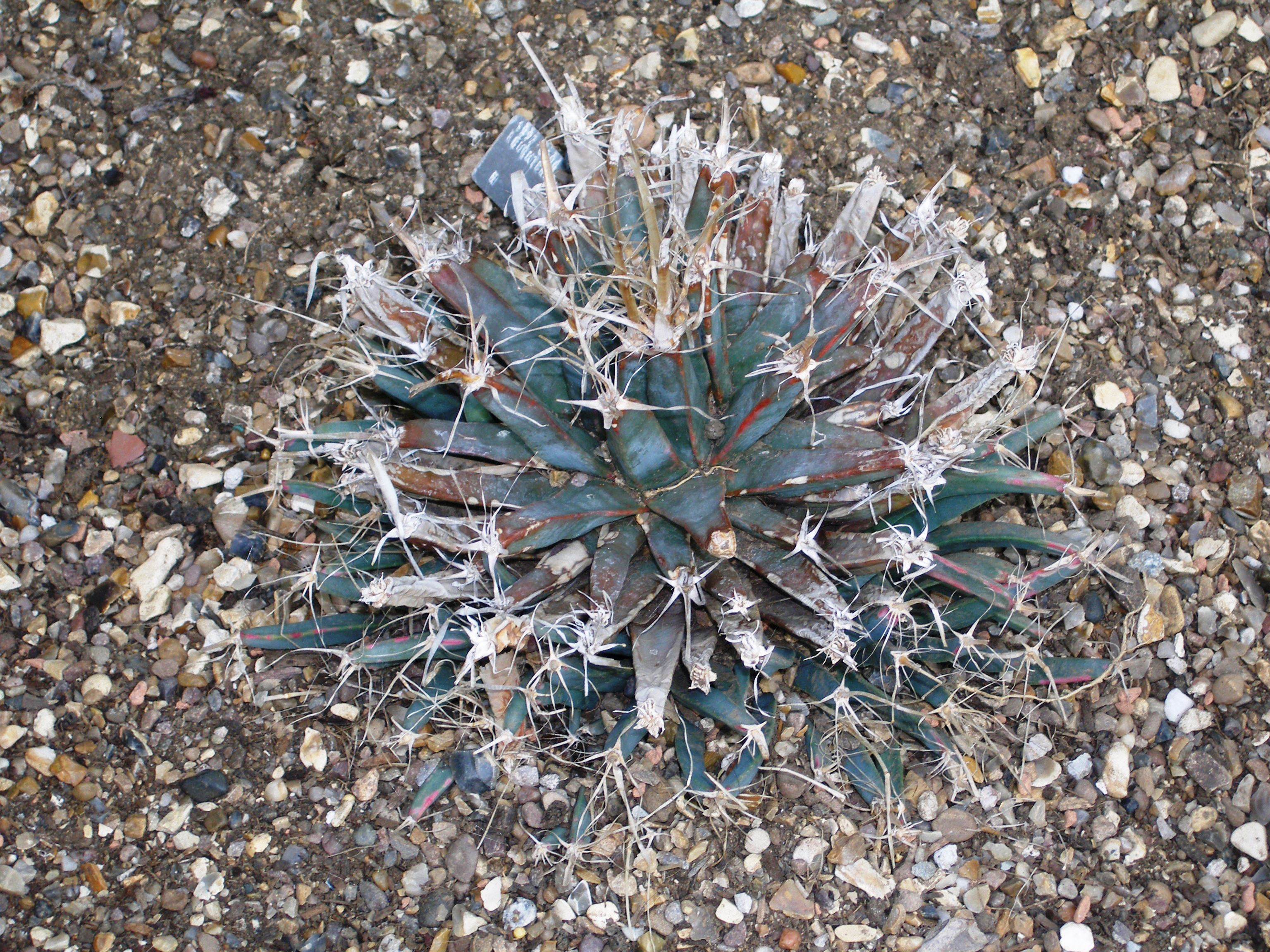
Leuchtenbergia principis в Королівських ботанічних садах в Кью

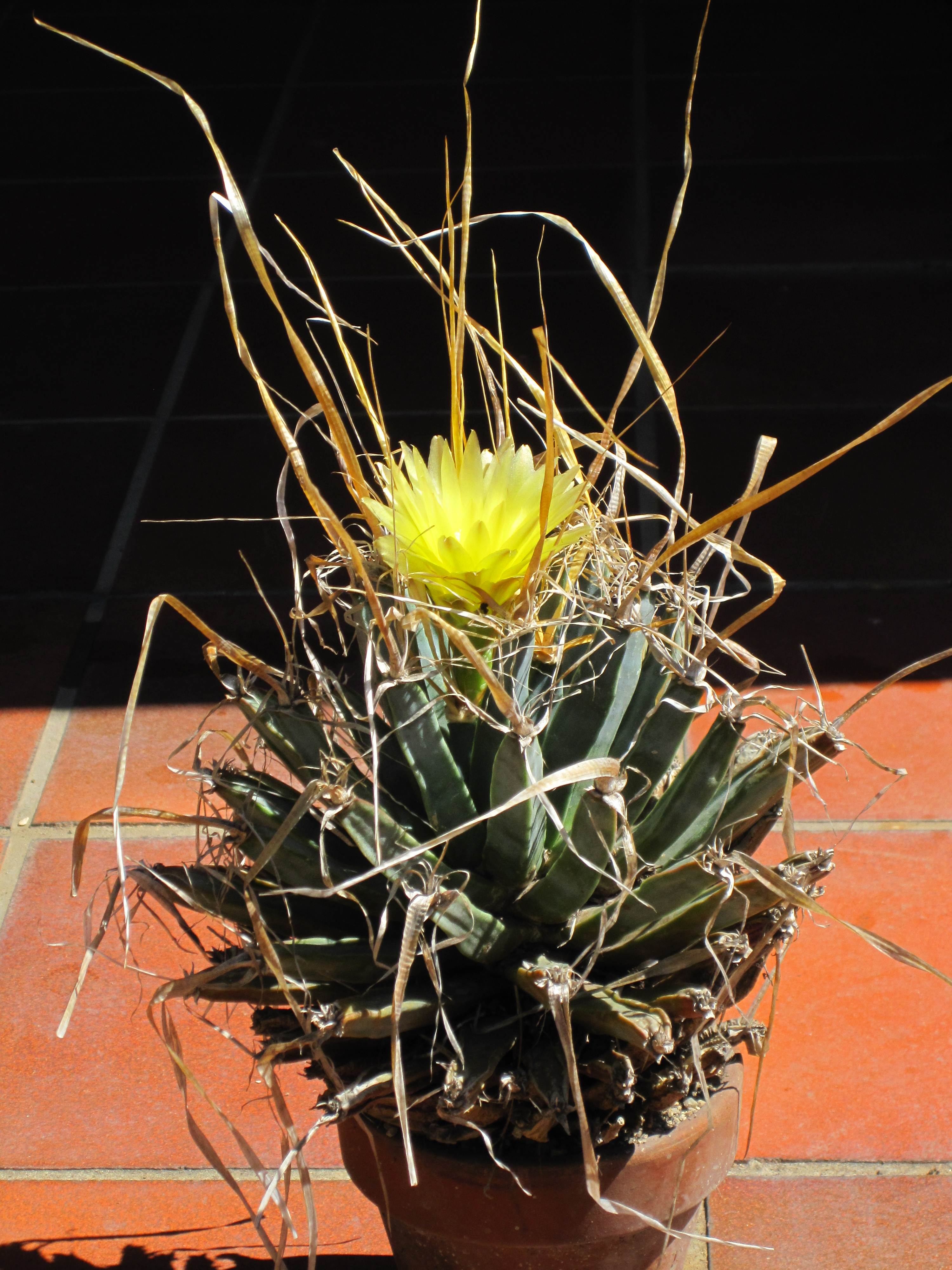
Квітуча лейхтенбергія

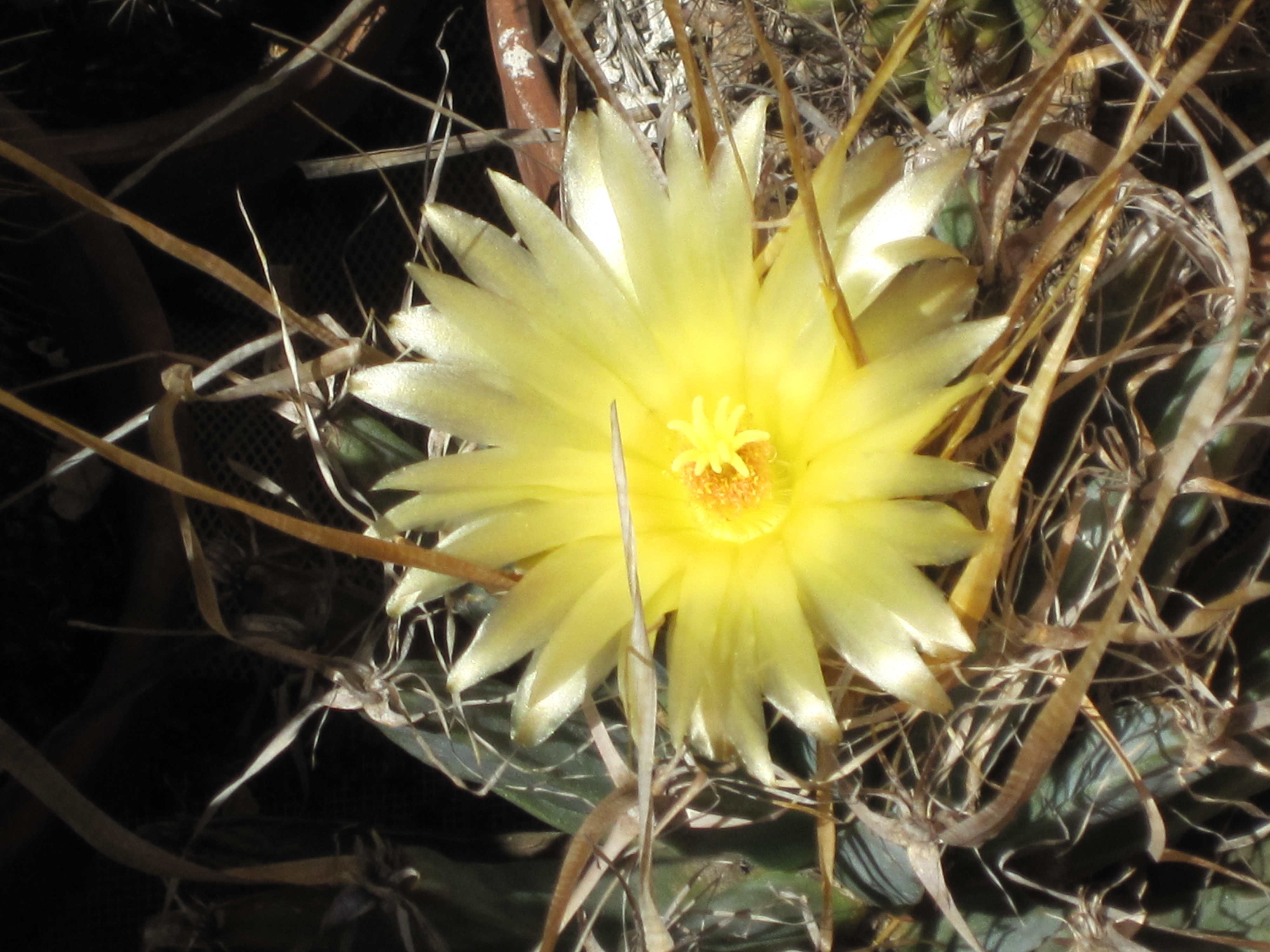
Квітка лейхтенбергії

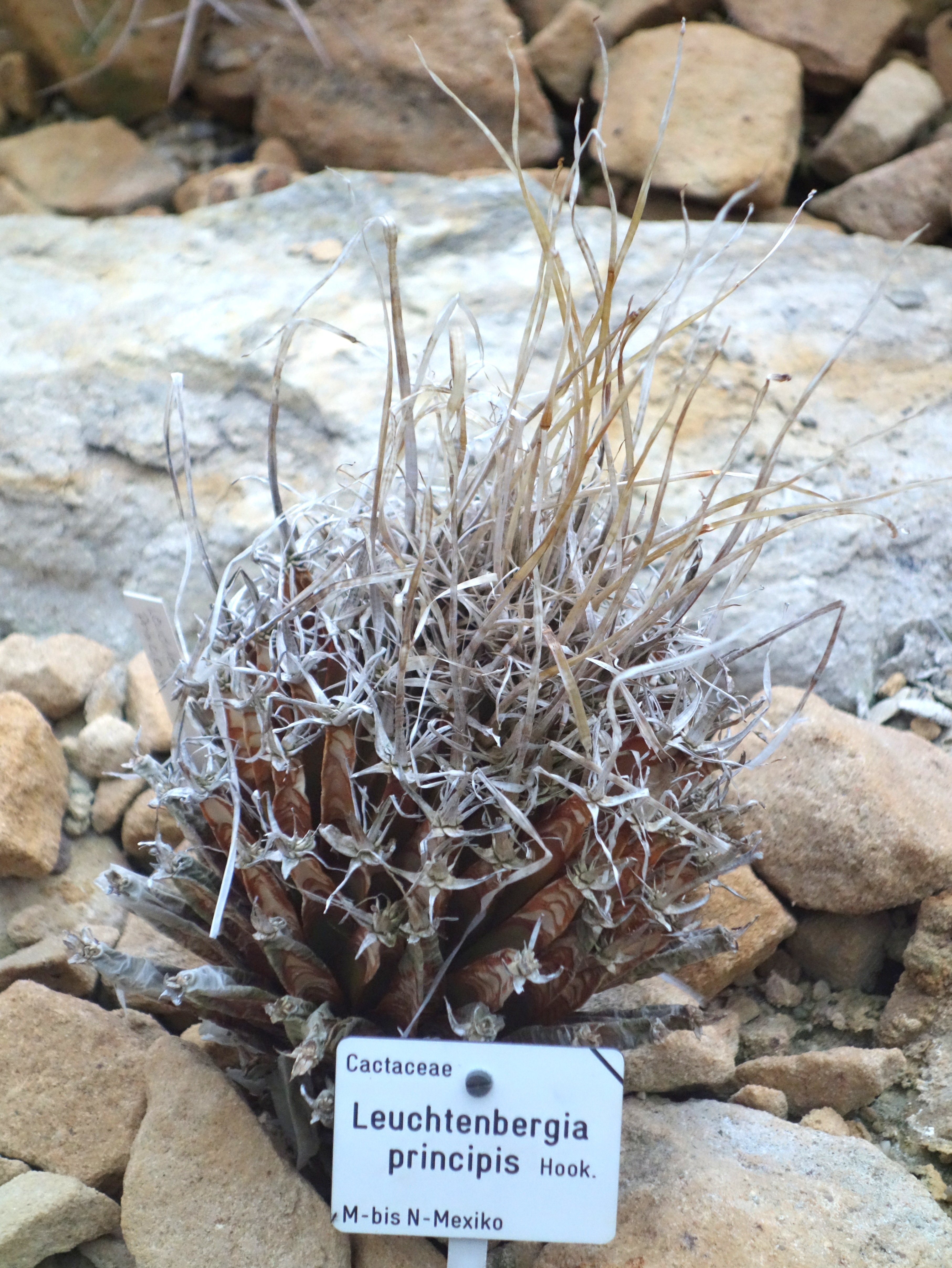
Leuchtenbergia principis у Дрезденському ботанічному саду

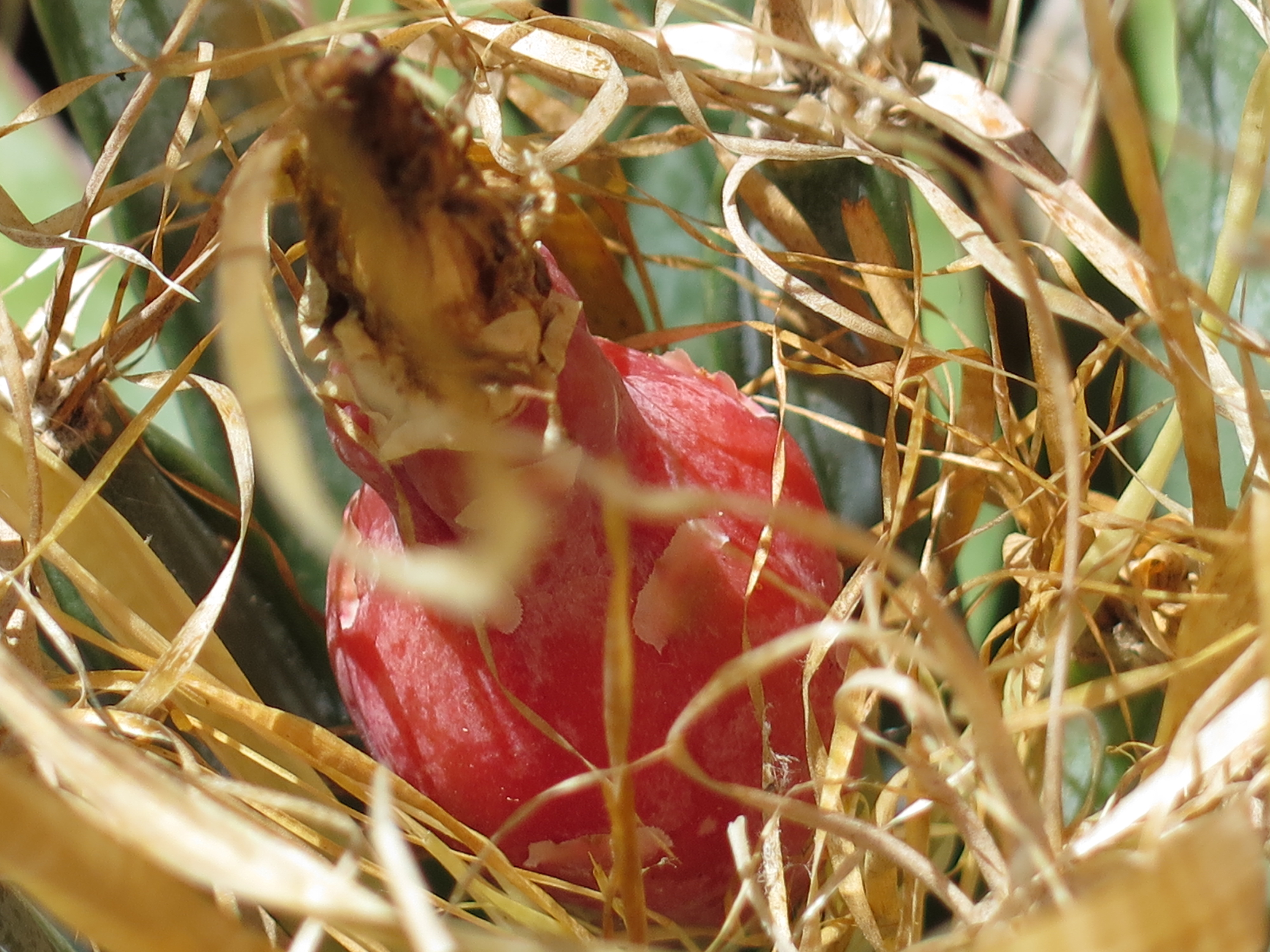
фрукти

Рід був вперше описаний англійським ботаніком, директором Королівських ботанічних садів у Кью Вільямом Гукером. Родова назава дана на честь Максиміліана Євгена Лейхтенбрзького (1817—1852) — молодшого брата Ежена Богарне, герцога Лейхтенбрзького. У 1837 році Максиміліан приїхав до Росії і у 1839 обвінчався з донькою імператора Миколи I Марією. Серед іншого, Максиміліан Лейхтенбрзький патронував експедицію до Південної Америки (1841—1843), яку очолив барон Вільгельм Карвінський. На честь покровителя одну із знайдених рослин назвали «лейхтенбергією».
В деяких європейських колекціях лейхтенбергії з'явились одразу після завершення експедиції Карвінського. Потім протягом півстоліття ця рослина лишалась справжнім раритетом, і лише на початку XX століття лейхтенбергії знову з'явились в Європі.
Цей кактус відрізняється своєрідною будовою стебла, що зовнішньо нагадує агаву, звідси його місцева назва — «агава-кактус». Це споріднює його з Ariocarpus agavoides і Astrophytum caput-medusae, який деякі таксономісти розглядають як природний гібрид астрофітума з лейхтенбергією.

## Ареал і екологія
Лейхтенбергія є ендемічною рослиною Мексики. Ареал розповсюдження охоплює штати Коауїла, Дуранго, Нуево-Леон, Сан-Луїс-Потосі, Тамауліпас і Сакатекас. Мешкає в напівпустелях на вапнякових ґрунтах на висоті від 1 500 до 2 000 м над рівнем моря. Часто росте поруч з рослинами родів Agave, Yucca або Hechtia.

## Загальна біоморфологічна характеристика
Рослина одиночна, іноді кущиться, 20-35 см заввишки, іноді до 70 см. Стебло від кулястого до коротко циліндричного, чітко горбкувате, з віком дерев'яніє. Корінь великий і м'ясистий. Ребра відсутні. Замість ребер, з м'ясистого стебла ростуть вертикально-вихідні туберкули. Туберкули, блакитнуваті, довгі, листоподібні, трикутні в поперечному перерізі, 10-12 см завдовжки, з граничними ареолами. Колючки сплощені, гнучкі, паперові, часто викривлені, жовтуваті, до 15 см завдовжки. Радіальних колючок близько 5 см завдовжки — на кінцях кожної туберкули розташовано до 14. Центральних колючок — 1-2, близько 10 см завдовжки. Квіти — жовті, денні, воронкоподібні, ароматні, до 8 см завдовжки, 5-6 см в діаметрі — з'являються на краях молодих ареол у розпалі літа, цвітіння часто триває протягом декількох днів (за деякими джерелами 6 днів). Плоди, від яйцеподібних до довгастих, при дозріванні сухі, до 3 см завдовжки; оцвітина постійна. Насіння широкоовальні, 2,4 мм завдовжки, 2 мм завширшки, від чорних до коричневих.
Leuchtenbergia, ймовірно, найближче пов'язана з родом Ferocactus, і були створені гібриди між цими двома родами, які отримали назву х Ferobergia.

## Охорона у природі
Leuchtenbergia principis занесена до Червоного списку Міжнародного Союзу Охорони Природи, статус — «Найменший ризик». Хоча існують загрози для деяких субпопуляцій, вони не викликають достатнього зниження чисельності рослин в популяції в цілому, що налічує близько 500 тис. особин. Деяку загрозу для роду становлять незаконний збір і велика рогата худоба та кози, що пасуться в його середовищі існування.
Leuchtenbergia principis занесена в Мексиці до Національного переліку видів під загрозою зникнення.

## Культивування
У колекціях рослини утримують в притінених умовах при нормальному поливі в період вегетації. Надлишок сонячного освітлення призводить до почервоніння кінчиків сосків і уповільнення росту стебла. Субстрат для вирощування може наполовину складатися з суміші рівних частин дернової і листової землі, до 30 % гравійних складових, решта — наповнювачі з домішкою торфу. pH — близько 5,8. Зимівля суха при температурі 6-10 °C. Ця рослина дуже чутлива до застійної вогкості, у зв'язку з чим кореневу шийку присипають дрібними камінчиками, крупним піском або щебенем.
Розмножують лейхтенбергії посівом. Їх великі плоди можуть містити по декілька сотень насінин, які дружно проростають і сіянці вже в ранньому віці дуже схожі на своїх батьків. У щепленнях рослини не мають потреби. Leuchtenbergia може почати цвісти через чотири роки після посадки, і в міру росту рослини квітки стають все більшими.
Всихання у дорослих екземплярів сосків в нижній частині стебла і його одерев'яніння — природне явище і не слід з ним боротися. При загниванні коренів решту стебла можна заново вкоренити. Навіть окремо зрізаний сосок можна укоренити з подальшим отриманням в зоні його ареоли нової рослини.
Стійка коренева система лейхтенбергій дозволяє використовувати їхні молоді екземпляри як постійні підщепи для сіянців аріокарпусів.